# Régime personnel
Le régime personnel désigne en historiographie, selon une certaine doctrine, la première partie du règne de l'empereur Guillaume II, à partir du renvoi d'Otto von Bismarck en 1890 jusqu'au renvoi du chancelier impérial Bernhard von Bülow en juillet 1909, et qui se divise en une phase précoce et une phase avancée.
Le terme régime personnel est attribué à Bernhard von Bülow (1849–1929) lors d'une lettre adressée au comte Phillipe zu Eulenburg datant du 23 juillet 1896 :
« Je serais un autre chancelier impérial que les précédents. Bismarck était une puissance en soi, Pépin, Richelieu. Caprivi et Hohenlohe se sentaient et se sentent cependant comme des représentants du 'gouvernement' et jusqu'à un certain point du parlement de Sa Majesté. Je me considérerais comme un outil qui exécute les décisions de Sa Majesté, en quelque sorte comme son chef d'état-major politique. Mais avec moi commencerait en bonne part un régime personnel »
Le terme et la théorie de « régime personnel » ont connu une nouvelle popularité par le travail de l'historien John Röhl.